# 魯明善
魯明善（1271年—1368年），名鐵柱，字明善。大司徒迦鲁纳答思之子。元代畏兀儿農學家。著有《農桑衣食撮要》一書，該書被收錄於大清欽定四庫全書。

## 生平
魯明善祖籍西域，出生在高昌。出身于书香兼重臣家庭，以父名为氏。曾任靖州路（治今湖南靖县）、安丰路（治今安徽寿县）达鲁花赤。延祐元年（1314年）任安丰肃政廉访使，兼劝农事，活动在淮河流域。任内，察视江淮地区农情，研讨诸农书，编纂刊印了《農桑衣食撮要》（又名《农桑撮要》、《养民月宜》）一書。此书二卷，按“月令”体裁撰写，约一万五千余字，列有农事二百零八条。书中按月列举应做之农事，包括农作物、蔬果、竹木的栽培，家畜、家禽、蚕、蜂等的饲养，农产品的加工、贮藏和酿造等。《农桑衣食撮要》自序说“凡天时地利之宜，种植敛藏之法”，全部搜集。全书文字通俗，简明扼要，为农家历性质的农书。至顺元年（1330年），调往大都（今北京），此书再次刊印。对元代农业生产的恢复和发展，曾起一定的积极作用。

## 思想
他继承和发展我国周秦以来的农本思想，认为以农桑为本，才能使百姓丰衣足食，安居乐业，知礼明义，臻国家于长治久安。